# Aribert Heim
Aribert Heim, avstrijski zdravnik, * 28. junij 1914, Radgona (Bad Radkersburg), Avstrija, † 10. avgust 1992.
Medicino je študiral na Dunaju, pomladi leta 1940 pa se je prostovoljno pridružil Oboroženi SS. 
Heim je bil SS-ovski zdravnik v nacističnem koncentracijskem taborišču Mauthausen, kjer si je prislužil vzdevek Dr. Smrt. Poleg Brunnerja je ostaja eden od zadnjih nacističnih ubežnikov. V taborišču smrti je delal poskuse na ljudeh, in vse operacije, poskuse dokumentiral ter do potankosti zapisal. O njegovi krvoločnosti pove naslednji njegov zapisek: nekoč je 18. letni Jud prišel k njemu v ordinacijo da bi mu pozdravil vneto stopalo. Heim ga je vprašal, zakaj je videti tako zdrav in žilav? Fant pa mu je odgovoril, da je bil plavalec in nogometaš. Dr. Smrt mu ni poskušal pozdraviti stopalo, ampak mu je pod narkozo odprl želodec in izrezal obe ledvici ter ga kastriral. Odsekal mu je glavo in jo dal v vrelo vodo, da je ostala samo lobanja, ki jo je nato v ordinaciji uporabljal za utež za papir.
V taborišču naj bi umoril in trpinčil na stotine ljudi, brez narkoze, da bi videl kaj človek zdrži brez narkoze. Bil je podoben kot Dr. Mengele, brez usmiljenja. Leta 1945 je bil 2 leti zaprt v ameriškem taborišču ter so ga nato izpustili. Potem je do leta 1962 živel v Baden Badnu, kjer je deloval kot ginekolog. Ko je tega leta izvedel, da se avstrijska policija zanima zanj, je izginil. Skrival se je v Španiji, Ameriki, Balkanu. Najverjetneje se danes skriva v Čilu ali pa v Argentini, ki je zatočišče nacistov.
Po objavi iz leta 2007 nekdanjega polkovnika Izraelskega vojnega letalstva Dannyja Baza so Heima ugrabili v Kanadi in ga prepeljali v Santa Catalino na kalifornijski obali, kjer ga je leta 1982 ubila skupina za lov na naciste s kodnim imenom »Sova«. Baz trdi da je bil sam član te skupine. Središče Simona Wiesenthala v Jeruzalemu in francoski lovec na naciste Serge Klarsfeld to zanikajo.
Thomas Illison se je posvetil izključno lovu na »pošast iz Mauthausena«, ter meni, da se je Heim vrnil nazaj v Nemčijo ali pa v Avstrijo. Najverjetneje Heim živi še danes, saj ima v Berlinu odprt račun na katerem je 1,5 milijona €. Njegovi otroci bi lahko kakarkoli dvignili denar, a ga še niso, zato se govori, da je Heim danes star 94 let. Išče ga tudi izraelski urad za lov na nacistične zločince centra Simona Wiesenthala.
Nemška televizijska postaja ZDF je februarja 2009 objavila, da naj bi Heim umrl že leta 1992 v Kairu, kjer naj bi se spreobrnil v muslimana in živel pod psevdonimom. Ker podatek temelji samo na Heimovih osebnih dokumentih in njegovih posmrtnih ostankov niso našli, ga center Simona Wiesenthala in drugi lovci na nacistične zločince smatrajo za nezanesljivega.